# 백다혜
백다혜(1992년 7월 17일~ )은 대한민국의 아나운서다.

## 학력
- 국민대학교 정치외교학 학사

## 작품

### 뉴스
- JTBC 《이 시각 뉴스룸 일요일 진행》(2020년 3월 15일 ~ 2022년 2월 6일, 2021년 3월 14일 ~ 2022년 2월 4일)
- JTBC 《JTBC 뉴스 아침& 진행》(2020년 3월 30일 ~ 2021년 5월 28일)
- JTBC 《정치부회의 소통반장》(2021년 6월 7일 ~ 2023년 6월 30일
- JTBC 《사건반장 서브 진행》(2022년 2월 7일 ~ 2025년 7월 25일)
- JTBC 《이 시각 뉴스룸 평일 진행》(2022년 12월 7일 ~ 2023년 3월 2일, 2023년 9월 28일 ~ 2023년 9월 29일)
- JTBC 《상암동 클라스 임시 진행》(2023년 5월 26일 ~ 2023년 5월 30일, 2023년 8월 31일 ~ 2023년 9월 8일)
- JTBC 《이 시각 뉴스룸 주말 순회 진행》(2024년 1월 7일 ~ 2025년 7월)
- JTBC 《이가혁 라이브 서브 진행》(2025년 7월 28일 ~ 현재)

### 방송
- JTBC 《아는 형님》- 게스트 (2022년 4월 23일)
- JTBC 《톡파원 25시》- 게스트 (2023년 4월 17일)
- JTBC 《시청자 의회》- 진행 (2024년 8월 2일 ~ 현재)